# Duomo di Enego
La chiesa arcipretale di Santa Giustina Vergine e Martire, nota anche come duomo di Enego, è la parrocchiale di Enego, in provincia di Vicenza e diocesi di Padova; fa parte del vicariato di Valstagna-Fonzaso.

## Storia

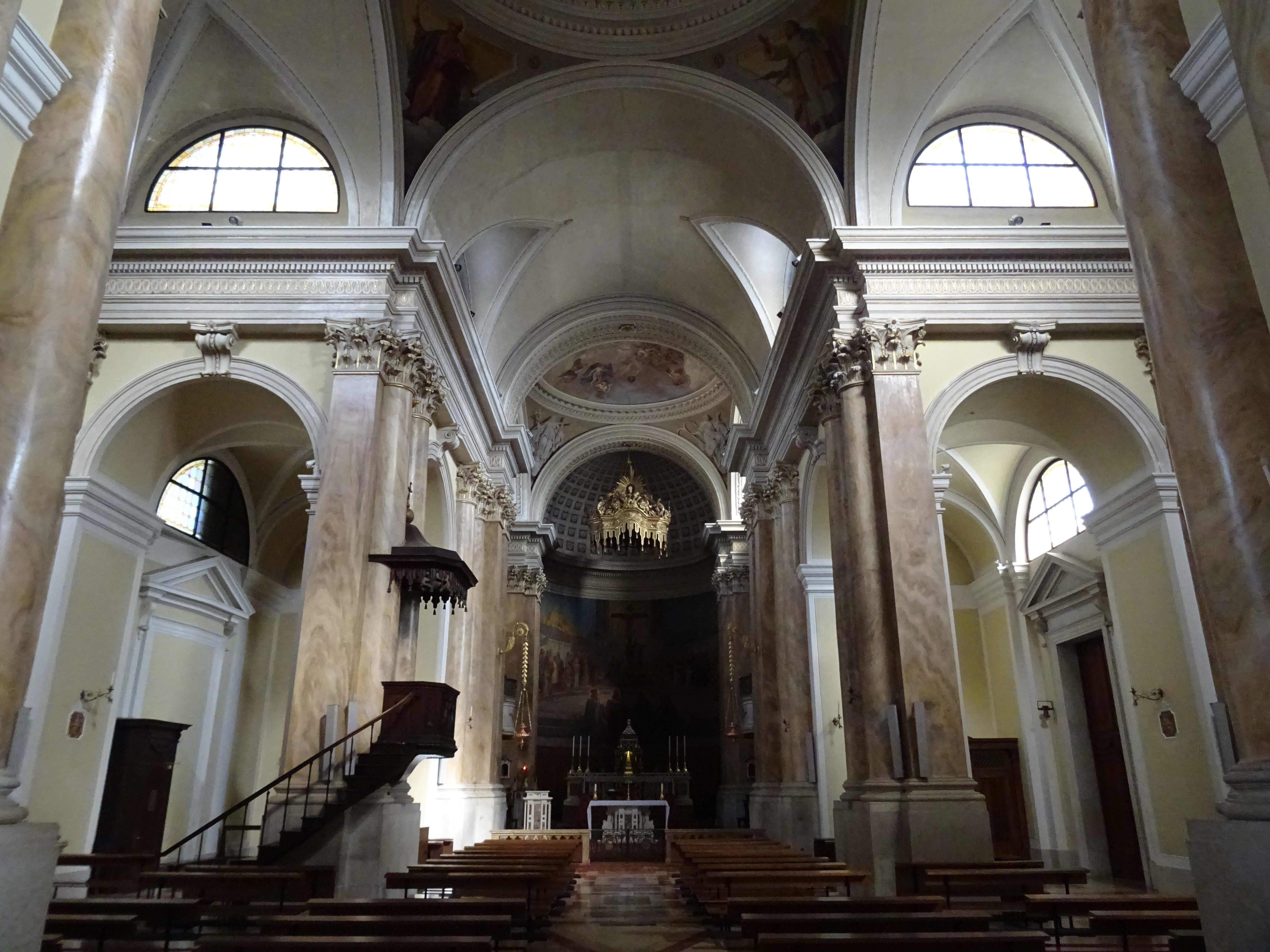
Interno

La prima citazione di una chiesa ad Enego, anch'essa intitolata a santa Giustina, è da ricercare in un atto del 1429 in cui si legge che era retta da un sacerdote di nome Bernardo.
Da alcuni documenti di poco posteriori, redatti nel 1436 e nel 1441, s'apprende che tale chiesa era filiale della pieve d'Arsiè.
Nel 1488 il vescovo di Padova Pietro Barozzi, compiendo la sua visita pastorale presso la chiesa di Enego, la consacrò.
Nel settembre del 1539 la primitiva chiesa medievale venne demolita per farne sorgere al suo posto una nuova, a tre navate, la cui consacrazione fu impartita a maggio 1552.
Questo edificio, che era stato decorato nel Cinquecento da Jacopo e Francesco da Ponte, venne distrutto nel 1613 da un incendio e immediatamente ne fu realizzato uno nuovo, che però venne a sua volta rovinato irrimediabilmente da un altro incendio nel 1762.
La prima pietra dell'attuale parrocchiale fu posta nel 1792; la nuova chiesa, progettata da Francesco Menegazzo ed elevata nel 1804 alla dignità di arcipretale, fu portata a compimento nel 1807.
Tra il 1945 e il 1953 venne eretto il nuovo campanile e tra il 1956 e il 1957 la chiesa fu completamente restaurata; nel 1962 si rifece il pavimento e il duomo fu oggetto di un'ulteriore ristrutturazione nel 2008.

## Descrizione
Opere di pregio conservate all'interno della chiesa sono la pala ritraente Santa Giustina di Padova con la palma del martirio assieme ai santi Antonio Abate, Rocco e Sebastiano, eseguita da Jacopo da Ponte nel XVI secolo, il dipinto dello sportello del tabernacolo, il cui soggetto è la Cena in Emmaus e realizzato da Francesco da Ponte, la tela con Gesù Cristo imprigionato, opera di Rina Maluta del 1933 e donata alla chiesa da monsignor Cerato, e gli affreschi ad encausto raffiguranti Gesù Cristo, la Beata Vergine Maria, santa Giustina Vergine e Martire, cinquantuno altre sante e alcuni dottori della Chiesa, eseguiti nel 1957 da Piero Favaro.
Nell'alto e poderoso campanile iniziato a costruire nel 1945 ed ultimato e benedetto nel 1953 che sorge di fianco al Duomo, sono presenti 6 campane in Do3 (Do3, Re3, Mi3, Fa3, sol3, La3) elettrificate alla veronese consacrate nel 1956 e fuse 3 anni prima dalla fonderia veronese Cavadini. Il campanone pesa 1742 kg.